# مدينة فلورنسا الحضرية
مدينة فلورنسا الحضرية هو تقسيم إداري يسمى المدينة الحضرية [الإنجليزية] في منطقة توسكانا الإيطالية. عاصمتها هي مدينة فلورنسا. حلت محل مقاطعة فلورنسا. أُنشئت أولاً بموجب إصلاح السلطات المحلية (القانون 142/1990) ثم أُنشئت بموجب القانون 56/2014. المُفعل منذ 1 يناير 2015.

}